# معركة بولير
معركة بولير (بالبلغارية: Битка при Булаир) ، (بالتركية: Bolayır Muharebesi)وقعت في 26 يناير 1913 بين فرقة مشاة ريلا السابعة البلغارية بقيادة الجنرال جورجي تودوروف  وفرقة المشاة العثمانية السابعة والعشرين، كانت المعركة جزءا من معارك حرب البلقان الأولي وانتهت المعركة بانتصار القوات البلغارية.

## الخلفية
تم فرض حصار علي الحصن العثماني القوي في أدرنة من قبل الجيش البلغاري منذ بداية الحرب في عام 1912، وابتداء من منتصف يناير 1913 ، أعدت القيادة العليا العثمانية هجومًا على القوات البلغارية في أدرنة بهدف فك الحصار عن المدينة.

## المعركة
بدأ الهجوم العثماني في صباح يوم 26 كانون الثاني (يناير) عندما توجهت القوات العثمانية تحت غطاء الضباب من خليج ساور نحو بولير ، لم يكتشف البلغار الهجوم الا عند وصول العثمانين علي بعد امتار من المواقع الدفاعية البلغارية وفي الساعة السابعة، فتحت المدفعية العثمانية النار علي البلغار، من جانب اخر أطلقت المدفعية البلغارية النار باتجاة العثمانين، كما حاول جنود فوج المشاة الثالث عشر البلغاري، محاولة إعاقة تقدم العثمانين.
ابتداء من الساعة 8:00 تقدمت فرقة المشاة العثمانية السابعة والعشرين التي ركزت على الخط الساحلي لبحر مرمرة و بسبب تفوقهم العسكري، سيطر العثمانيون على الموقف في دوجانا رسلان وتشيفليك وبدأوا في تطويق الجناح الأيسر من فوج المشاة الثاني والعشرين البلغاري وعلي الجانب البلغاري ردت قيادة فرقة المشاة السابعة (ريلا) فورًا وأمرت بالقيام بهجوم مضاد من قبل فوج مشاة ريلا الثالث عشر، مما أجبر فرقة مايوريتيبي العثمانية على الانسحاب.
فوجئت القوات العثمانية بالإجراءات الحاسمة التي اتخذها البلغاريون كما ركزت المدفعية البلغارية نيرانها على دوجانارسلان تشيفليك وفي حوالي الساعة 3 مساءا، هاجمت القوات البلغارية الجناح الأيمن للقوات العثمانية، وبعد قتال قصير ولكنه عنيف بدأ العثمانيون في التراجع، كما قتل العديد من الجنود العثمانيين بنيران المدفعية البلغارية أثناء الانسحاب وبعد ذلك هاجم الجيش البلغاري بأكمله الجناح اليساري العثماني وتمكن من هزيمته.
وفي حوالي الساعة 17:00 جددت القوات العثمانية هجومها وتوجهت نحو مركز القوات البلغارية ولكن تم صد الهجوم العثماني بعد تعرض القوات العثمانية لخسائر فادحة.
خلال معركة بولير، خسرت القوات العثمانية ما يقرب من نصف جنودها واجبرت علي ترك كل معداتها في ساحة المعركة.